# Tropfenverschluss

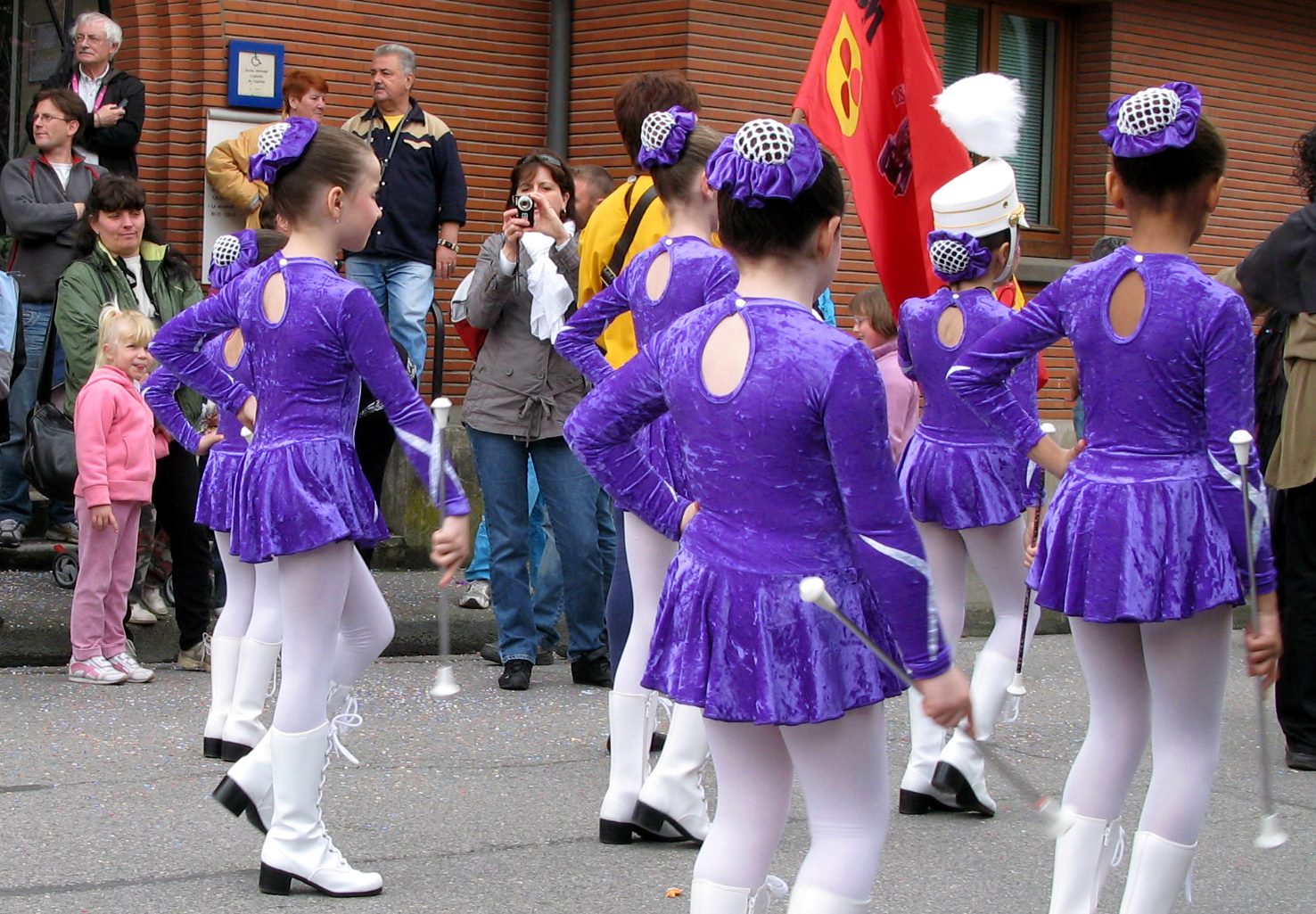
Tropfenverschluss an Leotards

Ein Tropfenverschluss beschreibt im Gegensatz zum Knopf- oder Hakenverschluss nicht das Verbindungselement selbst, sondern die Art der geschlossenen Öffnung und gibt somit auch die Möglichkeit eines dekorativen Elements als Hals- bzw. Dekolleté-Ausschnitt. Dementsprechend gibt es auch die Bezeichnung Tropfenausschnitt.

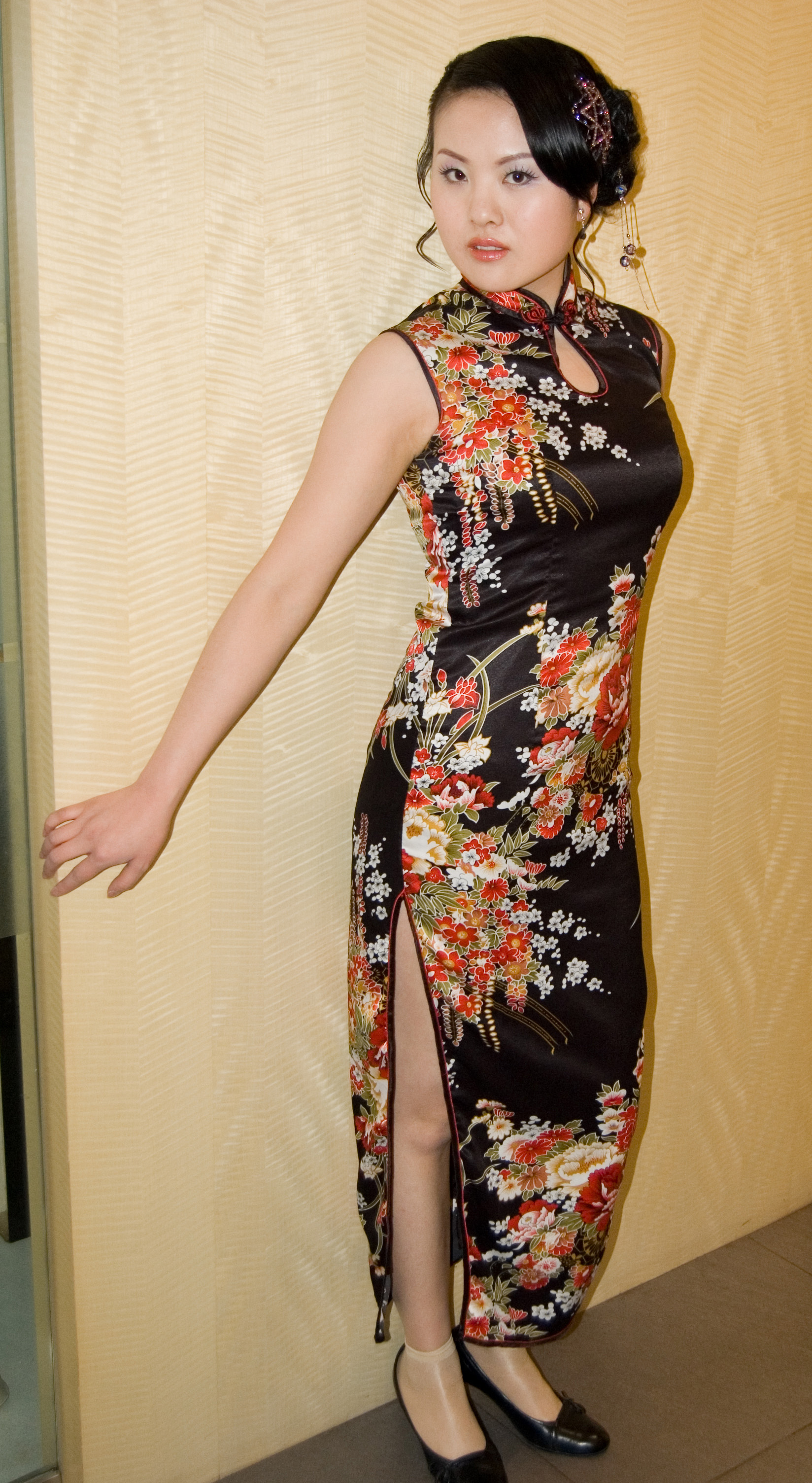
Tropfenausschnitt eines modernen Qipao

Ein solcher Verschluss ist oft im Rücken von Leotards, weniger bei Catsuits, als Alternative zu einem langen Reißverschluss zu finden. Ebenfalls bei Bodysuits mit straffer BH-Funktion, da hier der typisch kurze Hakenverschluss bereits vorhanden ist.